# Seznam prezidentů Rumunska

Vlajka rumunského prezidenta
Poměr stran: 1:1

Prezident Rumunska je hlavou státu Rumunsko. Od roku 2004 je volen na pětileté období (Rumunská ústava byla změněna v roce 2003) a může být zvolen maximálně na dvě období po sobě. Bývalý prezident Ion Iliescu byl ve funkci ve třech volebních obdobích.
Prezident nesmí během vykonávání úřadu být členem žádné politické strany.

## Prezidenti Rumunska
- Constantin Ion Parhon – 1947–1952
- Petru Groza – 1952–1958
- Ion Gheorghe Maurer – 1958–1961
- Gheorghe Gheorghiu-Dej – 1961–1965
- Chivu Stoica – 1965–1967
- Nicolae Ceaușescu – 1967–1989
- Ion Iliescu – 1989–1996
- Emil Constantinescu – 1996–2000
- Ion Iliescu – 2000–2004 (3. období)
- Traian Băsescu – 2004–2014
- Klaus Iohannis – 2014–2025
- Ilie Bolojan – 2025 (po rezignaci Klause Iohannise převzal prezidentské pravomoce z titulu předsedy senátu)
- Nicușor Dan – od 2025 (v květnových volbách zvolen prezidentem)